# Yates-Kammratte
Die Yates-Kammratte (Ctenomys yatesi) ist eine Art der Kammratten. Die 2014 wissenschaftlich erstbeschriebene Art ist nur von ihrem Erstfundort westlich der Stadt Roboré im Departamento Santa Cruz im Osten Boliviens bekannt.

## Merkmale
Die Yates-Kammratte erreicht eine Gesamtlänge von 19,9 bis 22,0 Zentimetern und eine Schwanzlänge von durchschnittlich 5,3 bis 6,3 Zentimetern. Die durchschnittliche Ohrlänge beträgt 5 Millimeter und die durchschnittliche Hinterfußlänge 30 bis 35 Millimeter. Es handelt sich damit um eine vergleichsweise kleine Art der Gattung und um die kleinste Art der Kammratten in Bolivien. Das Rückenfell ist dünnhaarig und weich. Es ist haselnussbraun, die Bauchseite ist an der Basis mittelgrau und mit hellerem Grau verwaschen. Die Vorder- und Hinterbeine sind wie der Rücken haselnussbraun. Der Schwanz ist kräftig und oberseits dunkler als an der Unterseite.
Der Schädel hat eine Länge von 31,9 bis 36,7 Millimetern und eine Breite im Bereich der Jochbögen von 19,7 bis 22,9 Millimetern. Er ist schmal und kräftig ausgebildet, die Jochbögen sind ebenfalls kräftig und am weitesten im vorderen Schädelbereich. Die Paukenblasen sind abgeflacht und etwas größer als 30 % der Schädellänge. Die Nasenbeine sind breit und kurz. Die oberen Schneidezähne sind groß, orthodont und mit einem orangefarbenen Zahnschmelz überzogen.

## Verbreitung
Die Yates-Kammratte lebt in einem Gebiet westlich der Stadt Roboré im Departamento Santa Cruz im Osten Boliviens in Höhen um 550 Metern.

## Lebensweise
Die Lebensräume der Yates-Kammratte sind geprägt von der Savannensteppe der Cerrado-Gebiete im Osten Boliviens, die sich zwischen fast-immergrünen Waldgebieten der Chiquitano-Wälder der Region befinden. Die Vegetation der Habitate besteht typischerweise aus verschiedenen Savannenpflanzen wie Hymenaea stigonocarpa (Fabaceae), Luehea candicans (Tiliaceae), Bredemeyera  oribunda (Polygalaceae), Terminalia argentea und Terminalia fagifolia (Combretaceae) sowie Anacardium humile (Anacardiaceae).
Wie alle anderen Kammratten lebt sie am Boden und im Boden grabend. Über ihre Lebensweise liegen darüber hinaus keine Informationen vor.

## Systematik
Die Yates-Kammratte wird als eigenständige Art innerhalb der Gattung der Kammratten (Ctenomys) eingeordnet, die aus etwa 70 Arten besteht. Die wissenschaftliche Erstbeschreibung der Art stammt von Scott Lyell Gardner, Jorge Salazar-Bravo und Joseph A. Cook aus dem Jahr 2014. Sie beschrieben die Art auf der Basis von molekularbiologischen und anatomischen Merkmalen und bildeten mit ihr und den ebenfalls in der gleichen Publikation beschriebenen und in Bolivien vorkommenden Anderson-Kammratte (Ctenomys andersoni) und Erika-Kammratte (Ctenomys erikacuellarae) ein gemeinsames Taxon innerhalb der Kammratten. Ursprünglich wurden die Tiere der im Süden Brasiliens vorkommenden Zwergkammratte (Ctenomys minutus) zugeordnet. Benannt wurde die Art nach dem Biologen Terry L. Yates (1950–2007), dem ehemaligen Kurator für Säugetiere des Museum of Southwestern Biology der University of New Mexico.
Innerhalb der Art werden neben der Nominatform keine weiteren Unterarten unterschieden.

## Status, Bedrohung und Schutz
Die Yates-Kammratte wird von der  International Union for Conservation of Nature and Natural Resources (IUCN) bislang (Stand Januar 2019) nicht gelistet.

## Belege
1. 1 2 3 4 5 6 7  Scott Lyell Gardner, Jorge Salazar-Bravo, Joseph A. Cook: New Species of Ctenomys Blainville 1826 (Rodentia: Ctenomyidae) from the Lowlands and Central Valleys of Bolivia. Faculty Publications on the Harold W. Manter Laboratory of Parasitology, Special Publications, Museum of Texas Tech University 62, 2014; S. 1–34; Volltext.
2. 1 2 3 4 5 6 7 8  Yates Tuco-tuco. In: T.R.O. Freitas: Family Ctenomyidae In: Don E. Wilson, T.E. Lacher, Jr., Russell A. Mittermeier (Herausgeber): Handbook of the Mammals of the World: Lagomorphs and Rodents 1. (HMW, Band 6) Lynx Edicions, Barcelona 2016, S. 514–515. ISBN 978-84-941892-3-4.